# 富士電視台視覺女王
富士電視台視覺女王（日語：フジテレビビジュアルクイーン）是由富士電視台所企畫，於每年選拔出女子偶像團體的計畫名稱。

## 概要
從1992年到2002年之間，每年選出一次該年度的成員。
1998年，日本電視台也推出了「日テレジェニック」。以及2001年，朝日電視台推出的「テレ朝エンジェルアイ」，都是受到這項計畫的啟發。
然而，從2003年起，本企劃不再執行。因此，這11年來一共選出了46位女藝人。

## 歷代成員
※以下僅記錄該年度選出時所用的藝名。
- 1992年 高橋里華、稻尾律子、寺田光希
- 1993年 內田有紀、田中廣子、遠藤美佐子、遠野舞子、青木美津子
- 1994年 稻森泉、吉野公佳、雛形あきこ、木內あきら
- 1995年 華原朋美、榎本加奈子、遊井亮子、秋本祐希
- 1996年 山田まりや、青木裕子、稻田千花、黑田美禮
- 1997年 藤崎奈奈子、吹石一惠、嘉門洋子、柳明日香
- 1998年 安西ひろこ、鮎川なおみ、柴田あさみ、中澤純子
- 1999年 吉井憐、內藤陽子、濱松咲、高以亞希子
- 2000年 周防玲子、一戶奈未、川村亞紀、櫻井裕美、三津谷葉子、金子さやか
- 2001年 淺見麗奈、小向美奈子、宮地真緒、椎名法子
- 2002年 市川由衣、香里奈、澤尻英龍華、鎗田彩野